# Liste der Sieger im Dressurreiten beim CHIO Aachen

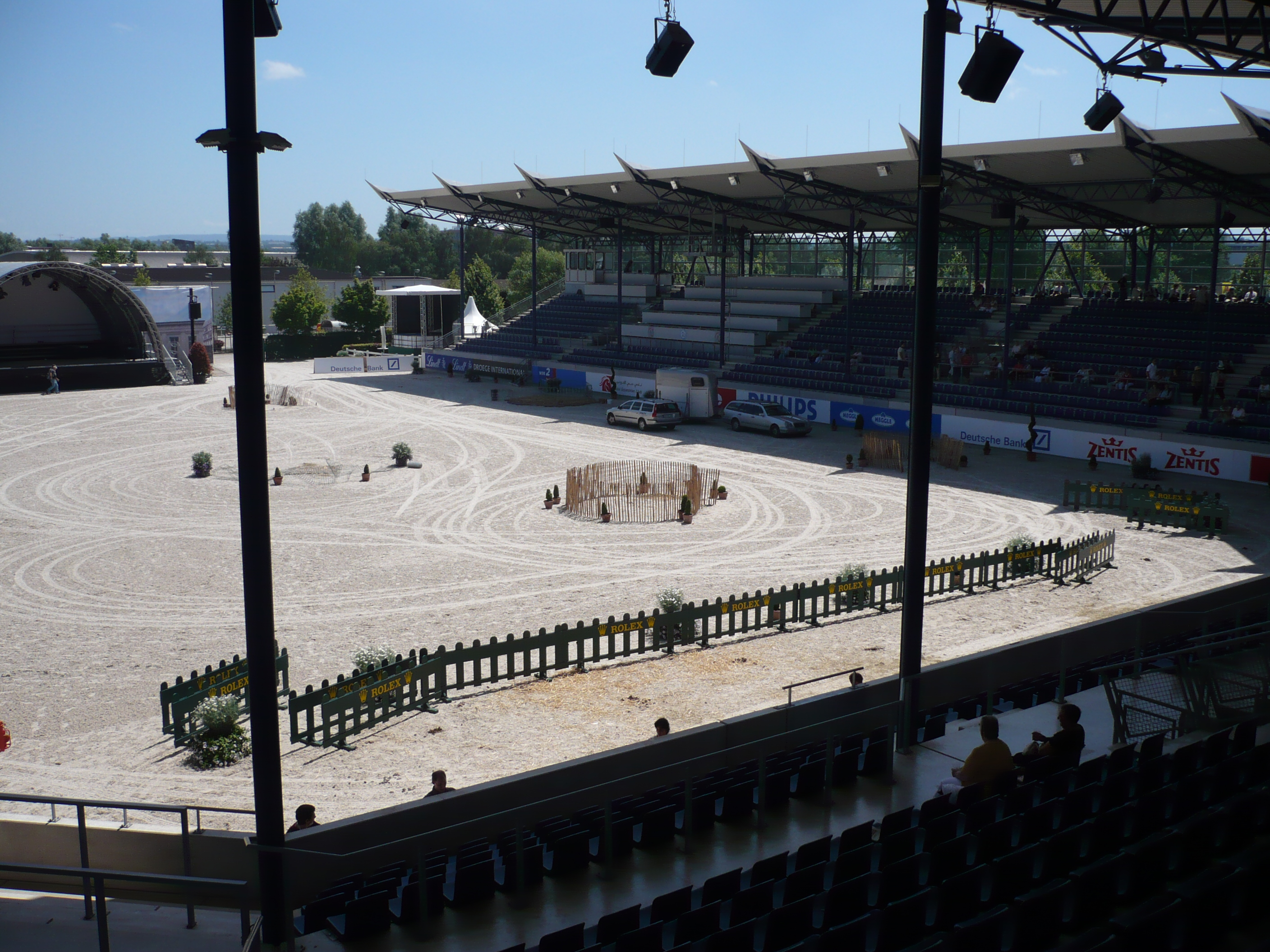
Dressurstadion Aachen, 2008

Die Liste der Sieger im Dressurreiten beim CHIO Aachen enthält alle Gewinner der Einzelwertung (Großer Dressurpreis von Aachen) und Mannschaftswertung (Nationenpreis) des CDIO innerhalb des CHIO Aachen.

## Großer Dressurpreis von Aachen
| Jahr                                                                                       | Sieger Einzel              | Pferd          | Anmerkungen |
| 2023                                                                                       | Jessica von Bredow-Werndl  | TSF Dalera BB  | |
| 2022                                                                                       | Cathrine Dufour            | Vamos Amigos   | |
| 2021                                                                                       | Isabell Werth              | DSP Quantaz    | |
| 2019                                                                                       | Isabell Werth              | Bella Rose     | |
| 2018                                                                                       | Isabell Werth              | Emilio         | |
| 2017                                                                                       | Isabell Werth              | Weihegold OLD  | |
| 2016                                                                                       | Kristina Bröring-Sprehe    | Desperados FRH | |
| 2015                                                                                       | Tinne Vilhelmson Silfvén   | Don Auriello   | Der Große Dressurpreis wurde im Rahmen eines CDI 5*-Turniers ausgetragen. Der deutsche CDIO wurde in Hagen a.T.W. ausgetragen. |
| 2014                                                                                       | Charlotte Dujardin         | Valegro        | |
| 2013                                                                                       | Helen Langehanenberg       | Damon Hill NRW | |
| 2012                                                                                       | Helen Langehanenberg       | Damon Hill NRW | |
| 2011                                                                                       | Matthias Alexander Rath    | Totilas        | |
| 2010                                                                                       | Edward Gal                 | Totilas        | |
| 2009                                                                                       | Steffen Peters             | Ravel          | |
| 2008                                                                                       | Isabell Werth              | Satchmo        | |
| 2007                                                                                       | Isabell Werth              | Satchmo        | |
| 2006                                                                                       | Nadine Capellmann          | Elvis          | |
| 2005                                                                                       | Jan Brink                  | Briar          | |
| 2004                                                                                       | Anky van Grunsven          | Salinero       | |
| 2003                                                                                       | Ulla Salzgeber             | Rusty          | |
| 2002                                                                                       | Nadine Capellmann          | Farbenfroh     | |
| 2001                                                                                       | Ulla Salzgeber             | Rusty          | |
| 2000                                                                                       | Isabell Werth              | Gigolo FRH     | |
| 1999                                                                                       | Alexandra Simons-de Ridder | Chacomo        | |
| 1998                                                                                       | Isabell Werth              | Gigolo FRH     | |
| 1997                                                                                       | Isabell Werth              | Gigolo FRH     | |
| 1996                                                                                       | Isabell Werth              | Gigolo FRH     | |
| 1995                                                                                       | Isabell Werth              | Gigolo FRH     | |
| 1994                                                                                       | Isabell Werth              | Gigolo FRH     | |
| 1993                                                                                       | Isabell Werth              | Gigolo FRH     | |
| 1992                                                                                       | Isabell Werth              | Gigolo FRH     | |
| 1991                                                                                       | Nicole Uphoff              | Rembrandt      | |
| 1990                                                                                       | Monica Theodorescu         | Ganimedes      | |
| 1989                                                                                       | Margit Otto-Crépin         | Corlandus      | |
| 1988                                                                                       | Nicole Uphoff              | Rembrandt      | |
| 1987                                                                                       | Margit Otto-Crépin         | Corlandus      | |
| 1986 wurden statt des CHIO die Weltmeisterschaften der Springreiter in Aachen durchgeführt |                            |                | |
| 1985                                                                                       | Anne Grethe Jensen         | Marzog         | |
| 1984                                                                                       | Reiner Klimke              | Ahlerich       | |
| 1983                                                                                       | Anne Grethe Jensen         | Marzog         | |
| 1982                                                                                       | Reiner Klimke              | Ahlerich       | |
| 1981                                                                                       | Reiner Klimke              | Ahlerich       | |
| 1980                                                                                       | Reiner Klimke              | Ahlerich       | |
| 1979                                                                                       | Uwe Schulten-Baumer junior | Slibovitz      | |
|                                                                                            | Harry Boldt                | Woyceck        | |
| 1978                                                                                       | Harry Boldt                | Woyceck        | |
| 1977                                                                                       | Christine Stückelberger    | Granat         | |
| 1976                                                                                       | Christine Stückelberger    | Granat         | |
| 1975                                                                                       | Christine Stückelberger    | Granat         | |
| 1974                                                                                       | Christine Stückelberger    | Granat         | |
| 1973                                                                                       | Reiner Klimke              | Mehmed         | |
| 1972                                                                                       | Reiner Klimke              | York 8         | |
| 1971                                                                                       | Josef Neckermann           | Venetia        | |
| 1970                                                                                       | Jelena Petuschkowa         | Pepel          | |
| 1969                                                                                       | Josef Neckermann           | Marino         | |
| 1968                                                                                       | Josef Neckermann           | Marino         | |
| 1967                                                                                       | Reiner Klimke              | Dux            | |
| 1966                                                                                       | Reiner Klimke              | Dux            | |
| 1965                                                                                       | Josef Neckermann           | Antoinette     | |
| 1964                                                                                       | Josef Neckermann           | Antoinette     | |
| 1963                                                                                       | Josef Neckermann           | Förster        | |
| 1962                                                                                       | Josef Neckermann           | Asbach         | |
| 1961                                                                                       | Josef Neckermann           | Asbach         | |
| 1960                                                                                       | Patricia Galvin            | Rath Patrick   | |
| 1959                                                                                       | Harry Boldt                | St. Georg      | |
| 1958                                                                                       | Joan Gold                  | Gay Gordon     | |
| 1957                                                                                       | Rosemarie Springer         | Thyra          | |
| 1956                                                                                       | Liselott Linsenhoff        | Adular         | |
| 1955                                                                                       | Liselott Linsenhoff        | Adular         | |

## Nationenpreis
Der Nationenpreis wurde bis 2009 sowie von 2011 bis 2014 anhand des Ergebnisses des Grand Prix de Dressage ermittelt. Im Jahr 2010 ergab sich das Nationenpreisergebnis anhand der Addition der Ergebnisse des Grand Prix de Dressage und des Grand Prix Spécial, ein Streichergebnis war nicht vorgesehen. Seit dem Jahr 2016 kommt die Addition der Ergebnisse des Grand Prix de Dressage und des Grand Prix Spécial wieder zur Anwendung, nun allerdings mit Streichergebnissen in beiden Prüfungen.
Im Jahr 2021 kam die in der FEI-Nationenpreisserie übliche Ausschreibung zum Einsatz, bei der Grand Prix de Dressage, Grand Prix Spécial und Grand Prix Kür in die Nationenpreiswertung eingehen. In den beiden letztgenannten Prüfungen traten dabei jeweils nur zwei der vier Mannschaftsmitglieder an. 2022 kehrte man zum vorherigen Modus zurück.
| Jahr                                                                                       | Sieger Nationenpreis | Mitglieder der Siegermannschaft (ab 1998) | weitere (ab 1998) |
| 2023                                                                                       | Deutschland | Isabell Werth mit DSP Quantaz Frederic Wandres mit Bluetooth OLD Sönke Rothenberger mit Fendi Jessica von Bredow-Werndl mit TSF Dalera BB          | |
| 2022                                                                                       | Dänemark | Nanna Skodborg Merrald mit Orthilia Daniel Bachmann Andersen mit Marshall-Bell Carina Cassøe Krüth mit Danciera Cathrine Dufour mit Vamos Amigos   | 2. Platz: Deutschland Benjamin Werndl mit Famoso OLD Ingrid Klimke mit Franziskus Frederic Wandres mit Duke of Britain FRH Isabell Werth mit DSP Quantaz |
| 2021                                                                                       | Deutschland | Jessica von Bredow-Werndl mit Ferdinand BB Carina Scholz mit Tarantino Frederic Wandres mit Duke of Britain FRH Isabell Werth mit DSP Quantaz      | |
| 2019                                                                                       | Deutschland | Helen Langehanenberg mit Damsey FRH Jessica von Bredow-Werndl mit TSF Dalera BB Dorothee Schneider mit Showtime FRH Isabell Werth mit Bella Rose   | |
| 2018                                                                                       | Deutschland | Helen Langehanenberg mit Damsey FRH Dorothee Schneider mit Sammy Davis Jr. Jessica von Bredow-Werndl mit TSF Dalera BB Isabell Werth mit Emilio    | |
| 2017                                                                                       | Deutschland | Dorothee Schneider mit Sammy Davis Jr. Hubertus Schmidt mit Imperio Sönke Rothenberger mit Cosmo Isabell Werth mit Weihegold OLD                   | |
| 2016                                                                                       | Deutschland | Sönke Rothenberger mit Cosmo Dorothee Schneider mit Showtime FRH Isabell Werth mit Weihegold OLD Kristina Bröring-Sprehe mit Desperados FRH        | |
| 2015                                                                                       | Im Jahr 2015 wurde in Aachen aufgrund der Europameisterschaften kein CHIO ausgetragen. Der deutsche CDIO wurde in Hagen a.T.W. durchgeführt. | Im Jahr 2015 wurde in Aachen aufgrund der Europameisterschaften kein CHIO ausgetragen. Der deutsche CDIO wurde in Hagen a.T.W. durchgeführt.       | Im Jahr 2015 wurde in Aachen aufgrund der Europameisterschaften kein CHIO ausgetragen. Der deutsche CDIO wurde in Hagen a.T.W. durchgeführt. |
| 2014                                                                                       | Deutschland | Kristina Sprehe mit Desperados FRH Isabell Werth mit Bella Rose Matthias Alexander Rath mit Totilas Helen Langehanenberg mit Damon Hill NRW        | 9. Platz: Österreich Christian Schumach mit Picardo Karin Kosak mit Lucy´s Day Renate Voglsang mit Fabriano |
| 2013                                                                                       | Deutschland | Fabienne Lütkemeier mit D´Agostino Anabel Balkenhol mit Dablino Isabell Werth mit Don Johnson FRH Helen Langehanenberg mit Damon Hill NRW          | |
| 2012                                                                                       | Deutschland | Dorothee Schneider mit Diva Royal Anabel Balkenhol mit Dablino Kristina Sprehe mit Desperados Helen Langehanenberg mit Damon Hill NRW              | |
| 2011                                                                                       | Deutschland | Anabel Balkenhol mit Dablino Christoph Koschel mit Donnperignon Isabell Werth mit El Santo NRW Matthias Alexander Rath mit Totilas                 | |
| 2010                                                                                       | Niederlande | Adelinde Cornelissen mit Parzival Edward Gal mit Totilas Imke Schellekens-Bartels mit Sunrise                                                      | 2. Platz: Deutschland Christoph Koschel mit Donnperignon Matthias Alexander Rath mit Sterntaler-Unicef Isabell Werth mit Satchmo |
| 2009                                                                                       | Niederlande | Sander Marijnissen mit Moedwill Marlies van Baalen mit O´Jay Anky van Grunsven mit Salinero Hans Peter Minderhoud mit Nadine                       | 2. Platz: Deutschland Ellen Schulter-Baumer mit Donatha S Heike Kemmer mit Bonaparte Ulla Salzgeber mit Herzruf´s Erbe Matthias Alexander Rath mit Sterntaler-Unicef 6. Platz: Schweiz Patricia Schärli mit Conterno Christian Pläge mit Regent Marcela Krinke Susmelj mit Corinth |
| 2008                                                                                       | Deutschland | Matthias Alexander Rath mit Sterntaler-Unicef Heike Kemmer mit Bonaparte Nadine Capellmann mit Elvis VA Isabell Werth mit Satchmo                  | 6. Platz: Schweiz Patricia Schärli mit Conterno Marcela Krinke Susmelj mit Corinth Elisabeth Eversfield-Koch mit The Lion King B Silvia Iklé mit Salieri CH |
| 2007                                                                                       | Deutschland | Ellen Schulter-Baumer mit Donatha S Hubertus Schmidt mit Wansuela Suerte Nadine Capellmann mit Elvis VA Isabell Werth mit Satchmo                  | |
| 2006                                                                                       | Deutschland | Ann Kathrin Linsenhoff mit Sterntaler-Unicef Hubertus Schmidt mit Wansuela Suerte Nadine Capellmann mit Elvis VA Isabell Werth mit Warum nicht FRH | 4. Platz: Schweiz Marie-Line Wettstein mit Le Primeur Marcela Krinke Susmelj mit Corinth Christian Pläge mit Regent Silvia Iklé mit Salieri CH |
| 2005                                                                                       | Niederlande | Kirsten Beckers mit Jazz Laurens van Lieren mit Ollright Edward Gal mit Lingh Anky van Grunsven mit Salinero                                       | 2. Platz: Deutschland Ann Kathrin Linsenhoff mit Sterntaler-Unicef Ellen Schulter-Baumer mit Lesotho Martin Schaudt mit Weltall VA Hubertus Schmidt mit Wansuela Suerte 5. Platz: Schweiz Christian Pläge mit Regent Marie-Line Wettstein mit Le Primeur Silvia Iklé mit Salieri CH 7. Platz: Österreich Nina Stadlinger mit Egalité Renate Voglsang mit Davidoff Victoria Max-Theurer mit Falcao OLD Caroline Kottas-Heldenberg mit Exupery |
| 2004                                                                                       | Deutschland | Ann Kathrin Linsenhoff mit Renoir-Unicef Heike Kemmer mit Bonaparte Martin Schaudt mit Weltall VA Ulla Salzgeber mit Rusty                         | 8. Platz: Schweiz Jasmine Sanche-Burger mit Mr. G de Lully Christian Pläge mit Regent Daniel Ramseier mit Palladio Silvia Iklé mit Salieri CH |
| 2003                                                                                       | Deutschland | Klaus Husenbeth mit Piccolino Ann Kathrin Linsenhoff mit Renoir-Unicef Heike Kemmer mit Bonaparte Ulla Salzgeber mit Rusty                         | 7. Platz: Schweiz Silvia Iklé mit Florian Daniel Ramseier mit Rali Baba Birgit Wientzek Pläge mit Sappalot Christian Pläge mit Regent |
| 2002                                                                                       | Deutschland | Ann Kathrin Linsenhoff mit Renoir-Unicef Nadine Capellmann mit Farbenfroh Isabell Werth mit Apache OLD Ulla Salzgeber mit Rusty                    | |
| 2001                                                                                       | Deutschland | Isabell Werth mit Anthony Ulla Salzgeber mit Rusty Heike Kemmer mit Albano Nadine Capellmann mit Farbenfroh                                        | |
| 2000                                                                                       | Deutschland | Isabell Werth mit Gigolo FRH Alexandra Simons-de Ridder mit Chacomo Ulla Salzgeber mit Rusty Nadine Capellmann mit Farbenfroh                      | |
| 1999                                                                                       | Deutschland | | |
| 1998                                                                                       | Deutschland | Isabell Werth mit Gigolo FRH Karin Rehbein mit Donnerhall Ulla Salzgeber mit Rusty Nadine Capellmann-Biffar mit Gracioso                           | |
| 1997                                                                                       | Deutschland | Deutschland | Deutschland |
| 1996                                                                                       | Deutschland | Deutschland | Deutschland |
| 1995                                                                                       | Deutschland | Deutschland | Deutschland |
| 1994                                                                                       | Deutschland | Deutschland | Deutschland |
| 1993                                                                                       | Deutschland | Deutschland | Deutschland |
| 1992                                                                                       | Deutschland | Deutschland | Deutschland |
| 1991                                                                                       | Deutschland | Deutschland | Deutschland |
| 1990                                                                                       | Deutschland | Deutschland | Deutschland |
| 1989                                                                                       | Deutschland | Deutschland | Deutschland |
| 1988                                                                                       | Deutschland | Deutschland | Deutschland |
| 1987                                                                                       | Deutschland | Deutschland | Deutschland |
| 1986 wurden statt des CHIO die Weltmeisterschaften der Springreiter in Aachen durchgeführt | | | |
| 1985                                                                                       | Deutschland | Deutschland | Deutschland |
| 1984                                                                                       | Deutschland | Deutschland | Deutschland |
| 1983                                                                                       | Deutschland | Deutschland | Deutschland |
| 1982                                                                                       | Deutschland | Deutschland | Deutschland |
| 1981                                                                                       | Deutschland | Deutschland | Deutschland |
| 1980                                                                                       | Deutschland | Deutschland | Deutschland |
| 1979                                                                                       | Deutschland | Deutschland | Deutschland |
| 1978                                                                                       | Deutschland | Deutschland | Deutschland |
| 1977                                                                                       | Deutschland | Deutschland | Deutschland |